# 일곱 봉인의 책
일곱 봉인의 책(Das Buchmit sieben Siegeln)은 오스트리아의 작곡가 프란츠 슈미트가 작곡한 혼성 합창, 5명의 솔리스트, 오르간과 관현악을 위한 오라토리오이다.'일곱 봉인을 가진 책' 이라고도 한다. 텍스트는 신약성경 요한묵시록에 따른 것이다.

## 개요
프란츠 슈미트의 대표작이라고 할 수 있는 이 오라토리오는 1937년 2월 23일 완성되었다. 사실상 그의 대표작이라고 할 수 있는 이 작품은 완성되는 데에 꽤 오랜 시간이 걸렸다. 그는 이전에 작곡한 작품인 〈오르간을 위한 전주곡과 푸가〉에서 활용했던 음악적 소재들을 오라토리오 〈일곱 봉인의 책〉에 다시 가져온다. 이 작품의 '할렐루야'나 신을 향한 마지막 탄원의 기도에서 우리는 이 사실을 확인할 수 있다. 그는 이 작품의 스케치를 두 권의 노트에 기록해놓았다. 이 스케치들은 이 작품에 대해서 많은 것을 제공해주지는 않지만, 그가 어떤 과정을 통해서 이 작품의 완성에 도달했는지에 대해 알려주는 귀중한 자료가 되고 있는 슈미트는 이 작품을 완성하는 데에 꼬박 2년이 걸렸다. 특히 이 작품은 내부적으로 서장과 종장이 포함된 2부로 구성되었으며 1부 서장은 1935년 10월에, 1부 본장은 1936년 7월에 완성되었다. 1부를 완성한 다음 슈미트는 작곡을 중단해야 했다. 손에 극심한 통증을 느꼈기 때문이었다. 그는 병원에 입원하면서 손의 상태가 호전되기를 기다려야만 했다. 1936년에서 1937년을 넘어가는 기간 동안 작품의 총보는 마지막 일곱 번째 트럼펫을 포함시킬 정도로 진전되어 작품은 결국 1937년 2월에 완성되었다.

## 초연
작품의 초연은 1938년 6월 15일 오스발트 카바스타가 지휘하는 빈 교향악단의 연주로 이루어졌다. 슈미트는 상당히 오랜 기간 동안 성경의 여러 부분들을 모아서 하나의 오라토리오로 만들고 싶어했다. 그가 사도 바울의 서간들을 모았던 것도, 또한 솔로몬의 노래로 오라토리오로 만들어볼까 했던 것도 이러한 성경에 대한 관심에서 비롯되었다. 하지만 누가 그에게 요한묵시록의 내용으로 작품을 만들게 부추겼는지는 확실치 않다.

## 해설
그가 사용한 요한묵시록의 판본은 그의 집에 비치되었던 성경이었다. 거기에는 마르틴 루터의 번역이 포함되어 있었고, 그는 보다 나은 가사를 위해서 다른 번역본들도 참조했음에 분명하다. 다만 성경에 없는 내용들이 가사에 포함되기도 했는데, 이에 대해서 작곡가는 자신이 직접 어떤 부분은 생략하고 덧붙이기도 했다고 말하고 있다. 특히 이러한 변형은 노래를 위한 공명 있는 울림을 위해 모음을 강조하는 단어들을 선택하면서 이루어지게 되었다. 요한묵시록은 계시적이면서도 신비적인 내용으로 인해 음악으로 다시 탄생하기에는 무거운 텍스트이다. 슈미트는 이 묵시록의 내용을 가지고 한편의 극적인 내용으로 재구성해낸다. 이 과정에서 그는 기존의 내용을 과감하게 자르거나 아예 새로운 내용을 첨가하기도 하는 모습을 보여주었다.

## 악기편성
플루트2, 피콜로, 오보에2, 잉글리시 호른, 클라리넷2, 베이스 클라리넷, 바순2, 콘트라바순, 호른4, 트럼펫3, 트롬본3, 튜바, 팀파니, 큰북, 작은북, 심벌즈2 (서스펜딘트 심벌즈 별도 필요), 탐탐2 (각각 음정이 다른 것), 실로폰, 튜블러벨, 오르간, 현5부

## 연주시간
- 총 1시간 50분

## 등장인물
- 사도 요한 (테너)
- 주신 야훼 (베이스)
- 네 마리의 생물 (테너, 바리톤 , 소프라노, 알토)
- 장로, 원로들
- 전사들
- 묵시록의 4기사
  - 정복의 백기사 (테너)
  - 전쟁의 적기사 (바리톤)
  - 기근의 흑기사 (베이스)
  - 죽음의 청기사 (베이스)
- 일곱 봉인의 책을 건네는 천사 (소프라노)
- 어린양 (테너)
- 딸과 모친 (소프라노, 알토)
- 대천사 미카엘 (테너)
- 천사들과 설명하는 사람들, 심판을 받는 사람들 (합창)

## 내용 및 줄거리
슈미트는 초연 당시의 해설에서 전체를 2부로 구성되며 내부적으로는 서장이 있는 3개의 부분으로 나누어 생각한 것 같다. 그렇지만 실제의 음악 내용과 대조했을 때에 4가지 부분이라고 파악하는 것이 가장 적절하다고 생각할 수 있으므로, 여기에서는 그와 같이 다루기로 한다. 이 작품에서는 솔리스트가 소프라노, 알토, 베이스가 각 1명에 비해 테너가 2명이다. 5명의 솔리스트는 사도 요한, 주신 여호화, 네 마리의 생물, 장로들, 묵시록의 4기사, 딸과 모친, 어린양, 대천사 미카엘 등을 연기한다. 강한 이야기가 아니라 요한이 (..었던)이라고 맣하며 과거형 이야기를 세세하게 곁들여 여러 가지 정경을 묘사해 나간다.

### 제1부
- 천상의 서장

다장조로 개시된다. 모두 호른이 C-D-G-F라는 인상적인 음형을 뿜어내고 이는 목관에서 현악기로 파급된다. 이윽고 사도 요한이 '지금 계시다가, 일찍이 오시다가, 이윽고 오시는 분으로부터 은혜와 평화가 당신들에게 있기를…'이라고 노래하기 시작해 '아멘!'하고 노래하자, 주신 여호화가 '나는 알파로서 오메가이고…'라고 불러 요한에게 묵시의 비전을 준다. 요한은 이를 받아 천상계의 모습을 말하기 시작한다. 신의 왕좌 앞에 있는 네 마리의 생물을 노래하면 솔리스트의 4중창에서 네 마리의 생물이 신을 찬양하고 테너와 베이스의 합창을 맡은 원로들은 신을 모신다. 천사가 어린양에게 일곱 개의 봉인으로 된 두루마리를 건네고 합창이 찬가를 부른다.
- 본장

가장 먼저 오르간 독주가 있다. 오르간의 선율은 '봉인의 동기'다. 이 부분에 있어서는 7개의 봉인 중 6개가 풀린다. 봉인이 풀리는 묘사 전에 요한의 서론이 들어간다. 첫 번째 봉인이 풀리는 '정복의 백기사 (적그리스도)의 등장' 부분에서 합창은 비교적 밝고 찬가풍이다. 이어 두 번째 봉인이 풀리자 '전쟁의 적기사'가 등장하며 불온한 음악으로 위협적인 남자 목소리와 겁먹은 여자 목소리가 충돌한다. 세 번째 봉인이 풀리면 '기근의 흑기사'가 등장한다. 기근의 흑기사는 '밀 한 되와 보리 세 되, 너희에게는 그것뿐이다!'라고 선언하고 튜바의 무거운 울림에 이끌려 피츠커트의 반주로 목관이 노래하고, 굶주림에 허덕이는 딸과 어머니(소프라노와 알토)의 비통한 이중창을 이룬다. 네 번째 봉인이 풀리면 '죽음의 청기사'가 나타난다. 테너와 베이스가 두 번째 봉인의 죽이는 사람, 또는 백기사와 적기사를 연기한다. 다섯 번째 봉인이 풀리면 신에게 죽음을 당한 사람들을 요한이 이야기하고 오르간의 세세하게 움직이는 반주에 이끌려 합창이 주신 여호화에게 심판이 임하는 날이 언제냐고 묻는다. 이에 여호화께서 화답하여 죄많은 세상의 심판을 명한다. 여섯 번째 봉인이 풀리고 대지진이 일어난다. 심판을 받는 사람들(합창)이 공포에 차서 노래한다. 조성은 최대한 확대되어 약간 음렬적인, 그러면서도 조성감이 있는 합창 푸가가 된다.

### 제2부
- 본장

여기에서도 가장 먼저 전주곡격인 오르간 독주가 있다. 매우 불온한 공기이다. 그리고 제7의 봉인이 풀린다. 여기서는 요한이 먼저 '붉은 용이 천상계에서 떨어져 끝없는 늪에 봉인됐다'고 노래한다. 이어 "일곱 천사에게 나팔이 주어졌고 나팔 하나하나가 이 세상과 사람들에게 많은 재앙을 알렸다"고 노래한다. 감오도 하강하는 음형이 인상적인 수수께끼 같은 첫 번째 나팔이 트롬본에 조용히 나타난다. 독창이나 중창·합창이 여러 가지 형태로 나타나면서 나팔이 불어서 일어난 사건을 말한다. 2번째 ~ 6번째 나팔은 서서히 변해가며 마침내 트럼펫으로 다장조의 7번째 나팔을 휘황찬란하게 분다. 실은 이것은 모두 동기의 변형이다. 합창은 '이제 이 나라는 우리의 주인이 되었다!'고 개가를 올리며 요한이 이 세상에 벌어진 혼란을 묘사하고 '나는 다시 새로운 하늘과 땅을 보았다'라고 부르면 신의 목소리가 엄숙하게 울린다. 여호화는 '나는 알파요 오메가이다'를 노래하고 '보라! 나는 만물을 새롭게 한다! 승리를 얻는 자는 이들을 이어받아 나는 그 자체의 신이 되고, 그 자는 나의 자식이 된다!'라고 선언한다. 합창으로 기쁨에 찬 '할렐루야'가 터져 나온다. '주님께 찬송과 감사의 노래를 부르고 주님의 이름을 찬양하라! 할렐루야!'라고 장려하게 노래는 마무리한다.
- 종장

남성 합창이 '지금 계시고, 전에 계시고, 전능자이신 하느님이시여, 그대께 감사하오며...' 하느님에 대한 감사를 그레고리오 성가풍으로 나지막이 부른다. 그리고 서두의 음악이 회귀한다. 요한이 서두와 똑같은 노래를 부른다. 한 숨 쉬고 요한이 '아멘!'을 부르면 합창이 '아멘!'을 외치고 관현악에서 모두 동기가 울리며 장엄하게 곡을 닫는다.

## 작풍
프란츠 슈미트만의 독특한 화성이 특징적인 작품이다.그레고리오 성가, 바흐적인 종교 음악, 장려한 오페라, 그리고 모던한 울림을 교묘하게 엮어냈다.서두의 동기와 심판의 나팔이 반복해 나타나는 것으로 음악 내용에 통일감을 갖게 한다.